# Lycoming T55
El Lycoming T55 es un motor turboeje fabricado por la compañía estadounidense Lycoming Engines, y usado principalmente por el helicóptero pesado Boeing CH-47 Chinook desde los años 1950, aunque también fue empleado por algunas aeronaves que no llegaron a ser producidas en serie. Fue una versión aumentada del Lycoming T53. Ambos motores son ahora fabricados por Honeywell Aerospace.

## Aplicaciones
- Bell 309
- Boeing CH-47 Chinook
- Boeing Modelo 360
- Curtiss-Wright X-19
- Piper PA-48 Enforcer
- Hidroplano H1 Unlimited

### Desarrollos relacionados
- Lycoming T53

### Motores similares
- Allison T56
- Bristol Proteus
- Napier Eland
- Rolls-Royce Tyne

- Datos: Q4251036
- Multimedia: Lycoming T55 / Q4251036